# ۲۰ آهنگ برتر رسمی لبنان
۲۰ آهنگ برتر رسمی لبنان جدول رتبه‌بندی موسیقی در لبنان است که به طور هفتگی فهرستی از بهترین آهنگ‌های لبنان و جهان را منتشر می‌کند.